# YWAM Koha
Die YWAM Koha ist ein Hospitalschiff, das seit 2018 von Neuseeland eingesetzt wird. Es war zuvor als Claymore II ab 2009 als Kombischiff für die Versorgung der Insel Pitcairn zuständig. Sie wurde dann in dieser Funktion von der Silver Supporter ersetzt. Zuvor war das Schiff von 1968 bis 1998 als Tonnenleger Konrad Meisel und von 1998 bis 2009 in Südafrika als Isibane im Dienst.

## Geschichte
Das Schiff wurde 1968 auf der Neuen Jadewerft in Wilhelmshaven (Baunummer 113) gebaut und als Konrad Meisel für das Wasser- und Schifffahrtsamt Cuxhaven in Dienst gestellt. Nach 30 Jahren Einsatz wurde der Tonnenleger 1998 durch das Mehrzweckschiff Neuwerk ersetzt und außer Dienst gestellt.
Im selben Jahr erfolgten der Verkauf nach Südafrika und die Umbenennung in Isibane. Zwei Jahre später erwarb die Zonnekus Mansion Pty. Ltd mit Sitz in Kapstadt das Schiff und ließ es weiterhin als Isibane in Panama registrieren.
Die neuseeländische Stoney Creek Shipping Co. Ltd. kaufte das Schiff im August 2009 und ließ es im September 2009 in Tauranga als Claymore II registrieren. Bis 2019 war das Schiff jährlich für vier Versorgungsfahrten von Neuseeland nach Pitcairn und für acht Fährverbindungen zwischen Mangareva und Pitcairn unter Vertrag. Neben diesem festen Fahrplan stand die Claymore II auch für andere Charterfahrten zur Verfügung.
Im Juli 2019 wurde das Schiff in YWAM Koha während einer feierlichen Zeremonie in Tauranga umbenannt und der YWMA gestiftet. Nach einem Umbau dient sie der Organisation Jugend mit einer Mission (YWAM) als Krankenhausschiff.

### Pitcairn Charter

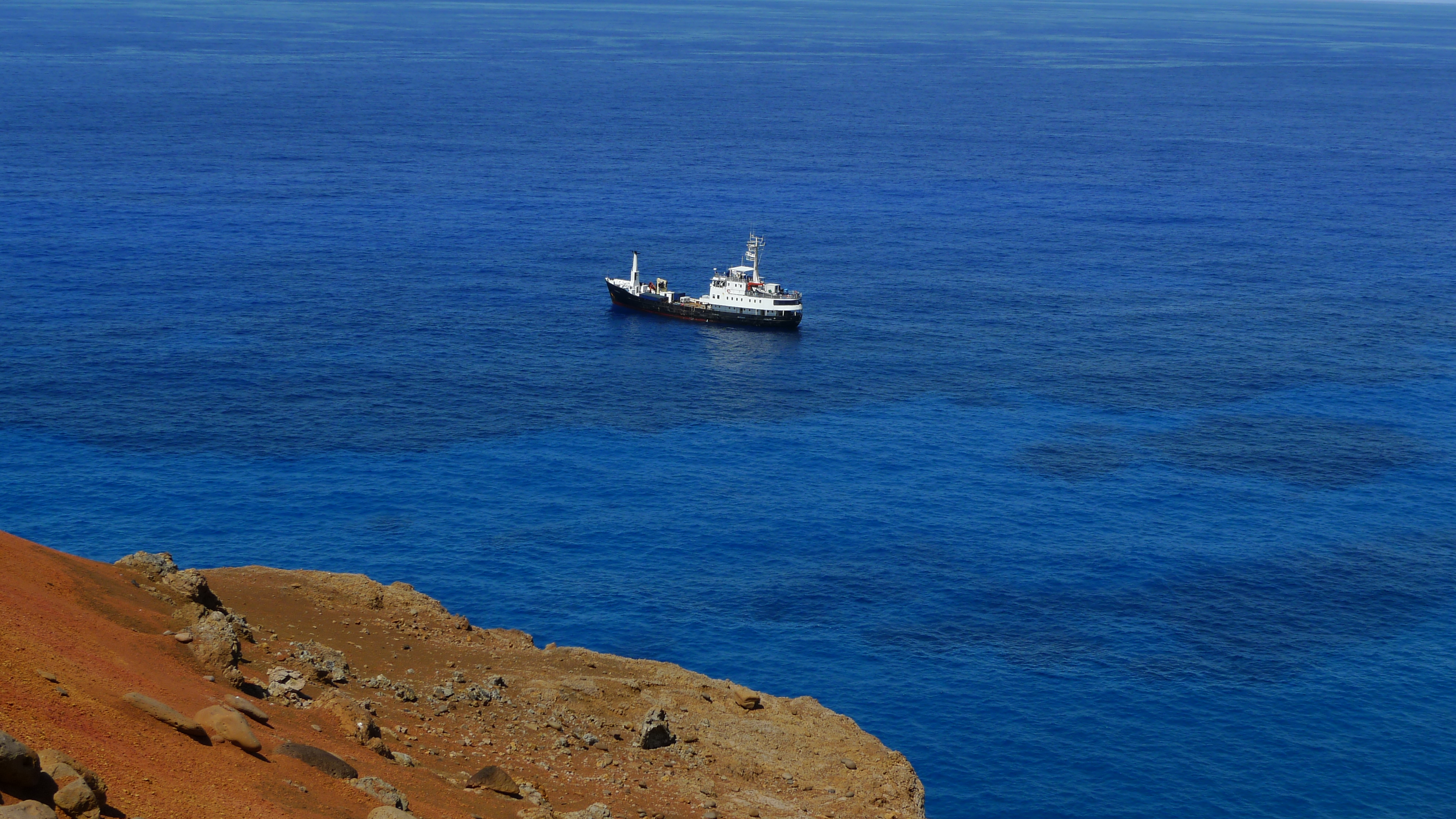
Die Claymore II auf Reede vor Pitcairn

Die Claymore II war die einzige reguläre Verbindung zur Insel Pitcairn, auf der es keinen Hafen und keinen Flugplatz gibt. Das Schiff musste jeweils in der Bounty Bay (benannt nach dem Wrack der Bounty) ankern und sowohl Fracht als auch Passagiere an zwei rund zwölf Meter lange Aluminiumboote übergeben. Diese motorisierten Surfboats, von den Pitcairnern selbst als „Longboats“ bezeichnet, brachten die Ladung dann zur einzigen Anlandestelle der felsigen Insel. Eine Briefmarke der Pitcairn Islands zeigt die Claymore II beim Umladen der Fracht.
Für die Güterversorgung der Insel und ihrer Bewohner pendelte die Claymore II alle drei Monate zwischen Pitcairn und Neuseeland. Für Passagiere gab es einen Linienverkehr von Mangareva nach Pitcairn. Die Claymore II benötigte für die knapp 300 Seemeilen lange Seereise zur Bounty Bay 32 Stunden bei einer Reisegeschwindigkeit von 9,5 Knoten.
Seit 2019 wird die Verbindung nach Pitcairn von der Silver Supporter durchgeführt.

## Schwesterschiffe
Auf der Neuen Jadewerft und der Norderwerft wurden drei weitere Tonnenleger dieses Typs gebaut:
- Otto Treplin (Jadewerft/Baunummer 101), von 1966 bis 2002 Wasser- und Schifffahrtsamt Kiel und von 2008 bis 2017 Reederei Norden-Frisia.
- Gustav Meyer (Jadewerft/Baunummer 103), seit 1967 Wasser- und Schifffahrtsamt Emden.
- Bruno Illing (Norderwerft/Baunummer 864) von 1968 bis 2013 Wasser- und Schifffahrtsamt Bremerhaven.